# Шевляков Анатолій Сергійович
Анатолій Сергійович Шевляков (23 лютого 1914 - 7 лютого 2001) — радянський вчений-хімік, кандидат технічних наук, старший науковий співробітник, лауреат Державної (Сталінської) премії СРСР в галузі науки і техніки 1950 року, провідний фахівець із технології полімерів.

## Біографія
А. С. Шевляков народився 23 лютого (8 березня за новим стилем) 1914 р. в м. Харків. З 1929 р., після закінчення семирічної школи, навчався у ФЗУ та працював на будовах м. Харків. У 1939 р. вступив на навчання у Харківський хіміко-технологічний інститут, де спеціалізувався на кафедрі органічних барвників і проміжних продуктів і який закінчив у 1939 р. Згодом працював у різних режимних науково-дослідних організаціях у м. Дзержинськ (Росія). З 1953 р. в одній із них заступником директора з наукової роботи. У 1960 р. йому присуджується вчений ступінь кандидата технічних наук. У 1962 р. А. С. Шевляков переїздить на роботу до м. Київ, де він в Інституті хімії полімерів і мономерів АН УРСР за конкурсом був обраний на посаду головного хіміка лабораторії полімеризаційних і поліконденсаційних процесів. У 1964 р. призначається заступником директора інституту з наукової роботи ІХВС АН УРСР. Цю посаду він обіймав до 1978 р. Одночасно з 1965 р. очолював і відділ технології композиційних полімерних матеріалів.
До кінця життя мешкав у м. Києві, мав двох синів, які також залишили свій слід в науковому доробку України. Помер 07 лютого 2001 року, похований на Берковецькому кладовищі м. Києва.

## Науковий доробок
Під керівництвом Шевлякова А. С., здійснювалось, зокрема, вивчення синтезу похідних симетричного триазину, технології та практичного застосування цих похідних у різних областях промисловості. Було запропоновано застосувати згадані похідні як складову замаслювачів волокон для армованих полімерів. Розроблені і практично впроваджені адгезійні замаслювачі, апрети та зв'язуючі для скляних і хімічних волокон.
А. С. Шевляковим і співробітниками розроблені та досліджені різні самозмащувальні поліуретани. Синтезовано структурно-забарвлені та гідрофільні поліуретани для зворотньоосматичних мембран та ультрафільтрів.
Заслуговують на увагу і роботи з вивчення полімеризації хлористого вінілу у водних емульсіях та одержання ізотактичного полістиролу тощо.
А. С. Шевляков — автор майже 100 наукових публікацій, з яких 33 винаходи. Ним підготовлено 3 кандидати наук. Його наукові здобутки та науково-організаційна діяльність відмічені Державною (Сталінською) премією СРСР у галузі науки і техніки, державними медалями, Грамотами Президії АН УРСР та ін.

## Вибрані наукові публікації
- 1. Шевляков А. С. Макрокинетические стадии полимеризации хлористого винила в водных эмульсиях. // Химическая наука и промышленность. –1956. — № 2. –С. 534—540.
- 2. Шевляков А. С., Этлис В. С., Минскер К. С. Получение изотонического полистирола. // ДАН СССР. 1958. — Т.122.- С. 1076—1080.
- 3. Шевляков А. С., Новикова О. А., Самойленко М. И.. Изучение влияния структуры производных диаллилизоциануратов на технологические свойства замасливателей на их основе. // Химическая технология. — 1974. –№ 4. –С. 39 –40.
- 4. Malichenko, B. F., Tsypina, O. N., Nesterov, A. Y., Shevlyakov, A. S., & Lipatov, Y. S. (1967). Polyurethanes from toluylene di-isocyanates and 1, 4-butanediol. Polymer Science USSR, 9(12), 2975—2979.